# Radnalajosfalva
Radnalajosfalva (románul Cârlibaba Nouă, németül Ludwigsdorf) település Romániában, Suceava megyében.

## Fekvése
Erdély keleti határán, a Radnai-havasok között fekszik.

## Története
Német telepesek alapították, a 18. században, akik bányászat céljából telepedtek itt le. A trianoni békeszerződésig Beszterce-Naszód vármegye része volt, majd 1920-at követően Romániához került.
1940-ben a második bécsi döntés értelmében visszakerült Magyarországhoz, de 1944-ben szovjetek szállták meg, majd újra Románia része lett. Az 1968-as megyerendezést követően Suceava megyéhez csatolták.

## Lakossága
1910-ben 672 fő lakta, ebből 374 német, 221 román, 76 magyar, 1 fő egyéb nemzetiségű volt.
2002-ben 434 lakosából 327 román, 101 német, 4 ukrán, 2 magyar volt.